# Marica Slava Vedrina
Marica Slava Vedrina (Podgorje Bistričko, 24. rujna 1910. – Asuncion, Paragvaj, 9. srpnja 2002.), bila je hrvatska časna sestra, misionarka u Paragvaju.

## Životopis
Rođena je 24. rujna 1910. u Podgorju kod Marije Bistrice. U Mariji Bistrici pohađala je pučku školu. U Zagrebu je pristupila Družbi sestara milosrdnica sv. Vinka Paulskoga 1927. godine, a doživotne zavjete položila je 1932. Redovničko ime joj je Slava. 
Godine 1934. godine sa skupinom sestara odlazi u Argentinu kao misionarka. Njihovim dolaskom osniva se nova zajednica u Južnoj Americi. 1954. odlazi u Paragvaj, u Asuncion, gdje se posvećuje radu u dječjemu vrtiću i radi kao učiteljica prvoga razreda. Sve do 1983., radila je u dječjem vrtiću u Asuncionu. U siječnju 1965. prikazuje "četvrti zavjet" Bogu. Naime, tada odlučuje nikada ne posjetiti domovinu Hrvatsku, svoju rodbinu i prijatelje. Umrla je 9. srpnja 2002. u Asuncionu. 
Brinula se za siromašne, bolesne i napuštene ljude. 
Često su je nazivali i »Paragvajska Majka Tereza«. O njezinomu životu snimljen je dokumentarni film Četvrti zavjet producenta i redatelja Edija Mudronje.